# A Darkling Plain
A Darkling Plain là tiểu thuyết kỳ ảo của nữ văn sĩ người Anh Philip Reeve.
Cuốn tiểu thuyết đã giành được 2006 Guardian Children's Fiction Prize và 2007 Los Angeles Times Book Prize for Young Adult Fiction.

## Tóm lược

### Nhân vật chính
- Tom Natsworthy
- Hester Shaw